# Lerum
Lerum ( PRONÚNCIA) é uma cidade da província histórica da Västergötland, situada a 15 km de Gotemburgo. Tem cerca de 16 855 habitantes  e é a sede da comuna de Lerum, no condado da Västra Götaland, situado no Sul da Suécia. Faz parte da área metropolitana de Gotemburgo, e é atravessada pelo rio Save, pela estrada E20 e pela linha férrea Ocidental.